# Usporedba optičkih medija za pohranu podataka
Mnogi optički mediji za pohranu podataka izgledaju slično. Oni se međutim u tehničkom pogledu znatno razlikuju. Sljedeća tablica omogućuje pregled tehnike najpoznatijih optičkih nositelja podataka; CD-a, DVD-a, HD-DVD-a, Blu-ray Disca i HVD-a.
Podaci o HD-DVD-u, Blu-Ray Discu i HVD-u još nisu zaključno specificirani.

## Usporedna tablica
|                                 | CD                                      | DVD                     | HD-DVD                                                                 | Blu-ray Disc                    | HVD                               |
| ------------------------------- | --------------------------------------- | ----------------------- | ---------------------------------------------------------------------- | ------------------------------- | --------------------------------- |
| Kapacitet (SL/DL):              | 0,68–0,8 GB                             | 4,7 / 8,5 GB            | Rom/R: 15 / 30 GB RW: 20 / 32 GB                                       | SL: 23,3 / 25 / 27 GB DL: 50 GB | 200 GB, kasnije do 3,9 TB         |
| Video Codec:                    |                                         | MPEG-1/2                | MPEG-1/2, VC-1, H.264/AVC                                              | MPEG-1/2, VC-1, H.264/AVC       |                                   |
| Brzina prijenosa podataka (1x): | Mode 1: 1,2288 Mb/s Mode 2: 0,6112 Mb/s | 11,08 Mb/s              | 36,55 Mb/s                                                             | 35,965 Mb/s                     | 1 Gbit/s                          |
| Metoda učitavanja:              | CLV/CAV                                 | CLV/CAV                 | ROM/R: CLV RW: ZCLV                                                    | CLV                             |                                   |
| Valna duljina lasera            | 780 nm (infracrvena)                    | 650 nm (crvena)         | 405 nm (ljubičasta)                                                    | 405 nm (ljubičasta)             | 650 nm (crvena) + 532 nm (zelena) |
| Numerička apertura (NA):        | 0,45                                    | 0,6                     | 0,65                                                                   | 0,85                            |                                   |
| Promjer fokusa:                 |                                         | 542 nm                  | 312 nm                                                                 | 238 nm                          |                                   |
| Debljina zaštitnog sloja:       | 0,6 mm                                  | 0,6 mm                  | 0,6 mm                                                                 | SL: 0,1 mm DL: 0,075 mm         |                                   |
| Razmak između leće i površine:  |                                         | 1,0–1,7 mm              | 1,2–1,61 mm                                                            | 0,14–0,5 mm                     |                                   |
| Veličina sektora:               | 2048/2353 Bajta                         | 2048 Bajta              | 2048 Bajta                                                             | 2048 Bajta                      |                                   |
| Veličina EEC-bloka:             |                                         | 32 KB + 4,97 KB         | 64 KB + 11,6 KB                                                        | 64 KB + 14,2 KB                 |                                   |
| Širina trake:                   | 1,6 μm                                  | 0,74 μm                 | Lead In/Out: 0,68 μm ROM/R Date Zone: 0,40 μm RW Data Zone: 0,34 μm    | 0,32 μm                         |                                   |
| Channel Bit Length (T):         |                                         | 130 nm                  | Lead In/Out: 240 nm ROM/R Date Zone: 102 nm RW Data Zone: 86,7–93,3 nm | 80,0 / 74,5 / 69,0 nm           |                                   |
| Najkraći indeks:                |                                         | ROM/R Data Zone: 204 nm | RW Data Zone: 173,4 nm                                                 | 160 / 149 / 138 nm              |                                   |
| Dužina indeksa:                 |                                         | 3T bis 11T + 14T        | 2T bis 11T + 13T                                                       | 2T bis 8T + 9T                  |                                   |
| Channel Modulation:             |                                         | EFM+, RLL (2,10)        | ETM, RLL (1,10)                                                        | 1.7 PP                          |                                   |
| Channel Bit Rate (1x):          |                                         | 27,2 Mb/s               | 64,8 Mb/s                                                              | 66,0 Mb/s                       |                                   |
| Brzina čitanja (1x):            | 1,2 Mb/s                                | 3,49 Mb/s               | ROM/R: 6,61 Mb/s RW: 5,61–6,05 Mb/s                                    | 5,28 / 4,92 / 4,55 Mb/s         |                                   |
| Limit greške:                   |                                         | PI Sum 8:280            | SbER 5x 10^5                                                           | R-SER: 2x 10^4                  |                                   |
| Podrhtavanje:                   |                                         | < 8 %                   | k.A.                                                                   | < 6,5 % (2. Layer: 8,5 %)       |                                   |
| Distanca šuma signala:          |                                         | nema podatka            | PRSNR: > 15 dB                                                         | nema podatka                    |                                   |
| Rel. tolerancija sprezanja:     |                                         | 1                       | 0,49                                                                   | 1,31                            |                                   |
| Fokusna greška:                 |                                         | < 230 μm                | < 80 μm                                                                | < 45 μm                         |                                   |
| Otkloni debljine sloja:         |                                         | 30 μm                   | 13 μm                                                                  | 3 μm                            |                                   |